# Autobahnkreuz Duisburg
Das Autobahnkreuz Duisburg (Abkürzung: AK Duisburg; Kurzform: Kreuz Duisburg) ist ein Autobahnkreuz in Nordrhein-Westfalen in der Metropolregion Rhein-Ruhr. Es verbindet die Bundesautobahn 40 (Ruhrschnellweg; E 34) mit der Bundesautobahn 59 (Duisburg – Bonn).

## Geografie
Das Autobahnkreuz liegt auf dem Stadtgebiet der Großstadt Duisburg. Nächstgelegene Stadtteile sind Duissern, Meiderich, Altstadt und Kaßlerfeld. Es befindet sich etwa 25 km nördlich von Düsseldorf, etwa 1,5 km nordöstlich der Duisburger Innenstadt und etwa 15 km westlich von Essen.
In diesem Bereich verläuft die A 40 parallel zur Ruhr. Diese wird von der A 59 zusammen mit dem Rhein-Herne-Kanal und den Duisburg-Ruhrorter Häfen durch die Berliner Brücke überquert, die sich nördlich an das Autobahnkreuz anschließt. Im Osten unterquert der Ruhrtunnel der Stadtbahn Duisburg die A40 und verläuft danach parallel zur A59.
Das Autobahnkreuz Duisburg trägt auf der A 40 die Anschlussstellennummer 13, auf der A 59 die Nummer 9.

## Bauform und Ausbauzustand
Die A 40 ist sechsstreifig ausgebaut, wobei östlich des Kreuzes in Richtung Kreuz Kaiserberg ein zusätzlicher Fahrstreifen zur Verfügung steht, also insgesamt sieben. Die A 59 besitzt südlich des Kreuzes acht Fahrstreifen, wovon zwei der Anschlussstelle Duisburg-Duissern dienen. Nördlich des Kreuzes und in diesem stehen vier Fahrstreifen zur Verfügung. Alle Verbindungsrampen sind einspurig ausgeführt.
Das Autobahnkreuz wurde als Kleeblatt angelegt.

## Geplanter Umbau
Mit dem sechsstreifigen Ausbau der A 59 nördlich des Kreuzes bis zur Anschlussstelle Duisburg-Marxloh soll auch das Autobahnkreuz Duisburg umgestaltet werden. Die Rampen von der A 59 aus Norden auf die A 40 nach Essen sowie von der A 59 aus Süden auf die A 40 in Richtung Venlo sollen dabei als halbdirekte Rampe geführt werden, sodass das Autobahnkreuz nach dem Umbau ½ Kleeblatt und ½ Turbine wäre.

## Verkehrsaufkommen
Das Kreuz wurde im Jahr 2015 täglich von rund 157.000 Fahrzeugen befahren.
| Von                        | Nach                        | Durchschnittliche tägliche Verkehrsstärke | Durchschnittliche tägliche Verkehrsstärke | Durchschnittliche tägliche Verkehrsstärke | Anteil Schwerlastverkehr | Anteil Schwerlastverkehr | Anteil Schwerlastverkehr |
| Von                        | Nach                        | 2005                                      | 2010                                      | 2015                                      | 2005                     | 2010                     | 2015                     |
| -------------------------- | --------------------------- | ----------------------------------------- | ----------------------------------------- | ----------------------------------------- | ------------------------ | ------------------------ | ------------------------ |
| AS Duisburg-Häfen (A 40)   | AK Duisburg                 | 89.500                                    | 091.900                                   | 077.600                                   | 15,0 %                   | 16,2 %                   | 14,6 %                   |
| AK Duisburg                | AK Kaiserberg (A 40)        | 92.300                                    | 101.300                                   | 101.300                                   | 11,7 %                   | 12,8 %                   | 12,8 %                   |
| AS Duisburg-Ruhrort (A 59) | AK Duisburg                 | 90.000                                    | 072.100                                   | 065.600                                   | 06,5 %                   | 07,1 %                   | 05,9 %                   |
| AK Duisburg                | AS Duisburg-Duissern (A 59) | 69.400                                    | 051.700                                   | 069.300                                   | 04,6 %                   | 04,5 %                   | 05,0 %                   |